# Lars Bryde

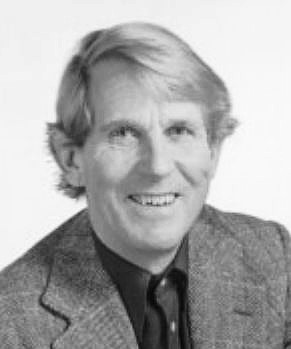
Lars Bryde.

Lars Fredrik Vilhelm Bryde, född 23 augusti 1918 i Stockholm, död 1 september 2002 i Stockholms domkyrkoförsamling, var en svensk arkitekt. Han var son till skådespelarna Vilhelm Bryde och Lisa Holm.

## Biografi
Efter sin utbildning vid KTH 1945 var han anställd hos arkitekt Lennart Tham 1945–1947 och på Vattenbyggnadsbyrån 1948–1952. Han öppnade eget arkitektkontor 1959 under namnet Lars Bryde Arkitektkontor AB. Innan dess hade han samarbete med arkitekterna Åke Ahlström och Kell Åström. Till tidiga arbeten hör den hästskoformade centrumbyggnaden i Rågsved som ritades 1958–1959 tillsammans med Kell Åström.
Kontoret fick sin storhetstid under miljonprogrammet 1960- och 1970-talen med projektering av bostadsområden i främst Stockholm, bland annat Akalla, Bredäng, Vårberg, Eriksberg och Tensta. Med arkitekten Lauri Lundberg drev han även Bryde Lundberg Arkitektkontor AB med bas i Enköping. Tillsammans med kompanjonen ritade han under 1960- och 70-talen bland annat bostadsområdet Lillsidan i Enköping samt Enköpings nya medborgarhus Joar Blå. På 1970-talet hade Brydes Stockholmskontor ett 30-tal medarbetare. Redan från början kom den huvudsakligen uppdragsgivaren att vara Stockholms Kooperativa Bostadsförening, SKB, men till uppdragsgivarna hörde även Familjebostäder och Hyreshus i Stockholm AB. För Hyreshus i Stockholm ritade Lars Brydes arkitektkontor det uppmärksammade bostadsområde "Apelsinlunden" i stadsdelen Solberga. Med sina 34 punkthus utgör bebyggelsen ett av Stockholms största områden med låga punkthus. Totalt ritade Brydes kontor omkring 10 000 lägenheter. Till senare produktioner hör bostadsområdet Ekensberg, uppfört 1980–1982 i Stockholm. Under 1990-talet trappade han ner verksamheten och överlät kontoret till yngre medarbetare.
Lars Bryde är gravsatt i minneslunden på Norra begravningsplatsen utanför Stockholm.

## Byggnader i Tensta
Under miljonprogrammets senare del ritade Lars Bryde tre bostadskvarter för Stockholms Kooperativa Bostadsförening (SKB) i Tensta 1968–1969: Järinge på Järingegränd, Dyvinge på Dyvingegränd och Drevinge på Föllingebacken. Detta bostadsområde består av åtta lamellhus. Byggnaderna har stora arkitektoniska värden och kännetecknas av en geometriserande utformning med en påtaglig materialitet och tyngd, betonat av ett färgval i jordiga kulörer. Deras särdrag inkluderar takets något indragna omfattning, samspelet mellan de strama entréerna, balkongernas geometriska former och fönstrens symmetriska placering. Byggnaderna är typiska representanter för Brydes och SKB:s 1960-talsarkitektur, samtidigt som de är ovanliga i ett större sammanhang. De lätt indragna och platta taken samspelar visuellt med intilliggande Campus Tensta vars byggnader ritats av Gösta Uddén.

## Byggnader i urval

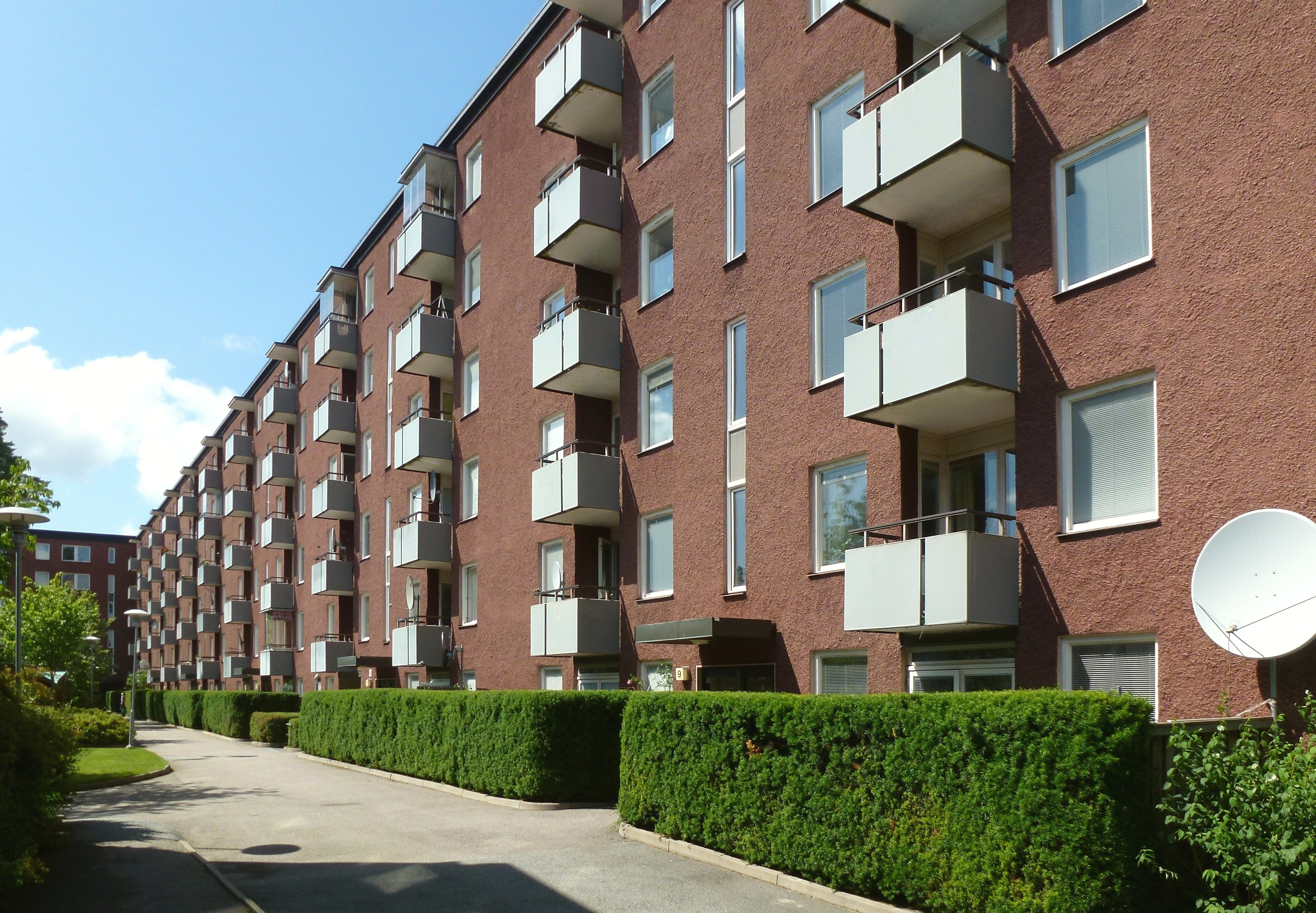
Kvarteret Drevinge på Föllingebacken i Tensta (1968)
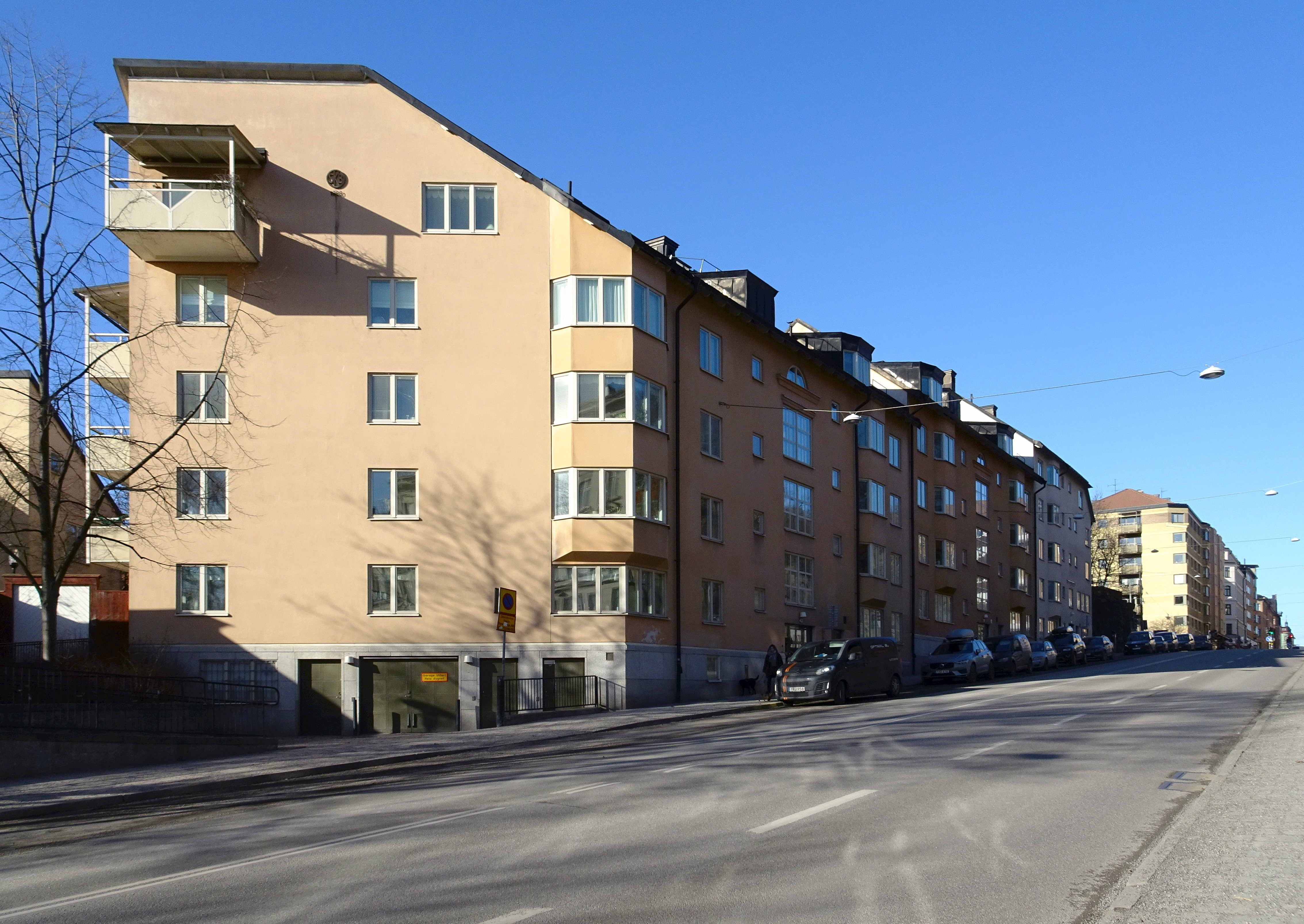
Renstiernas gata 36-40
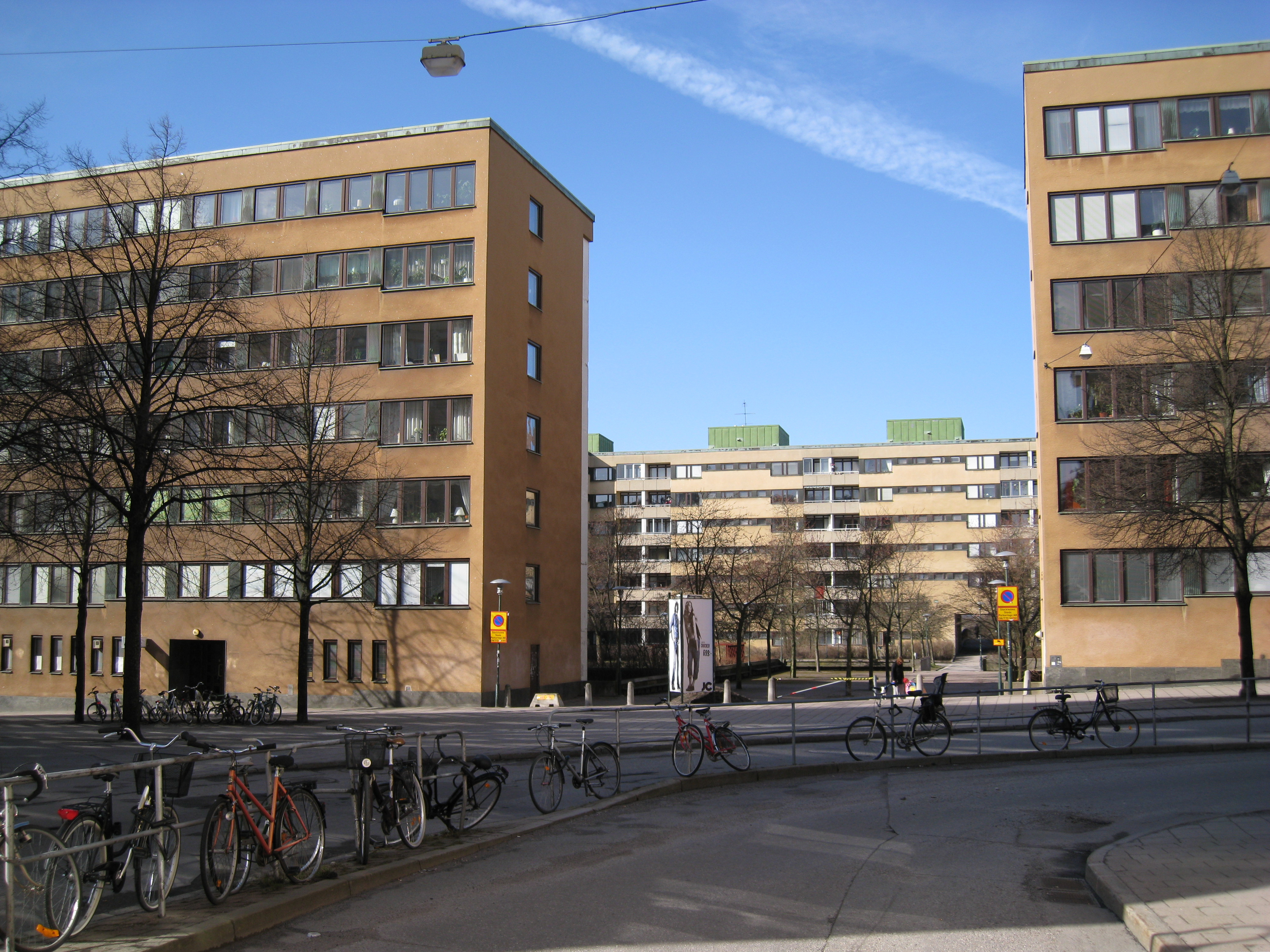
Plankan på Södermalm i Stockholm, 1964–1968
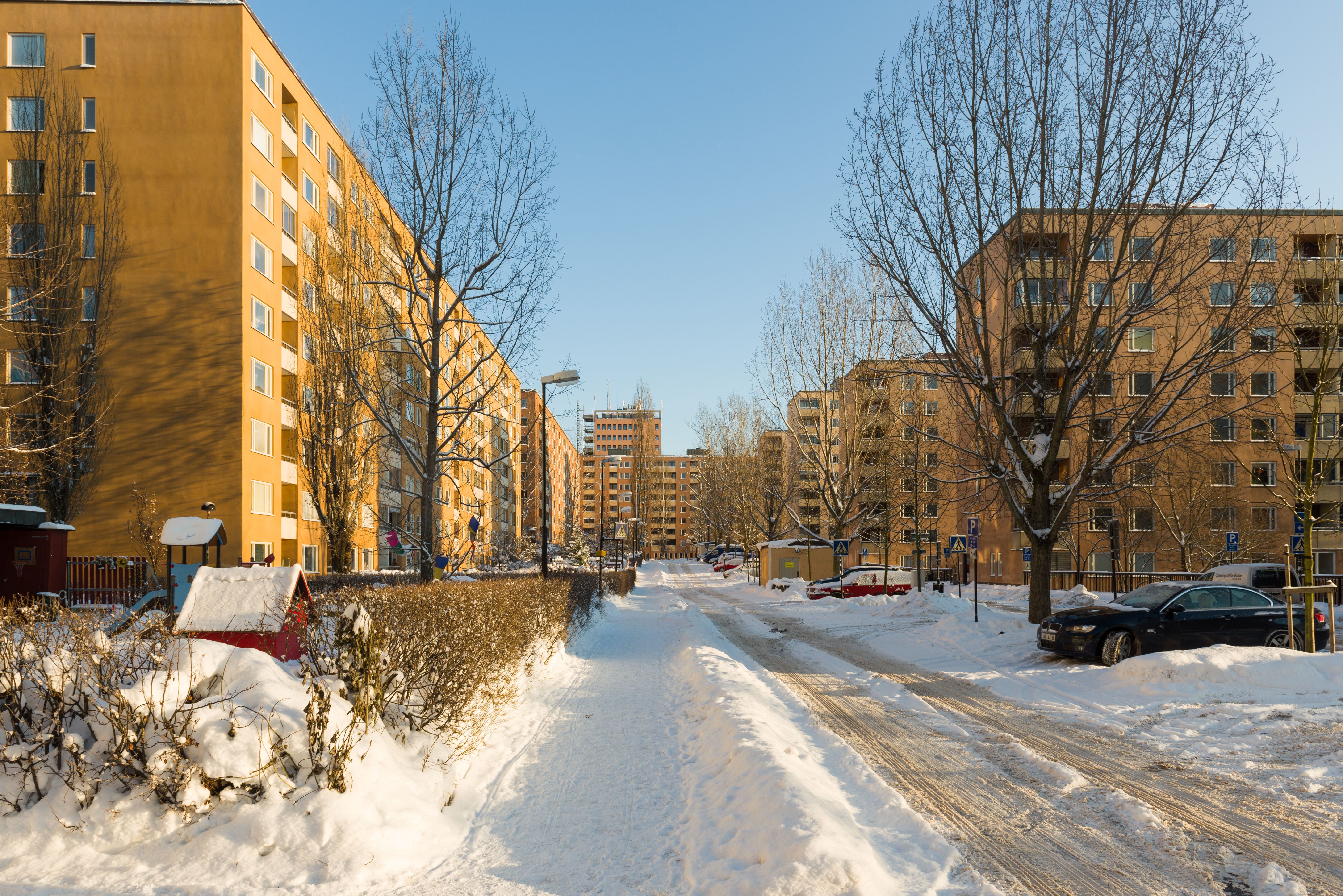
Drakenbergsområdet, Södermalm, slutet av 1960-talet
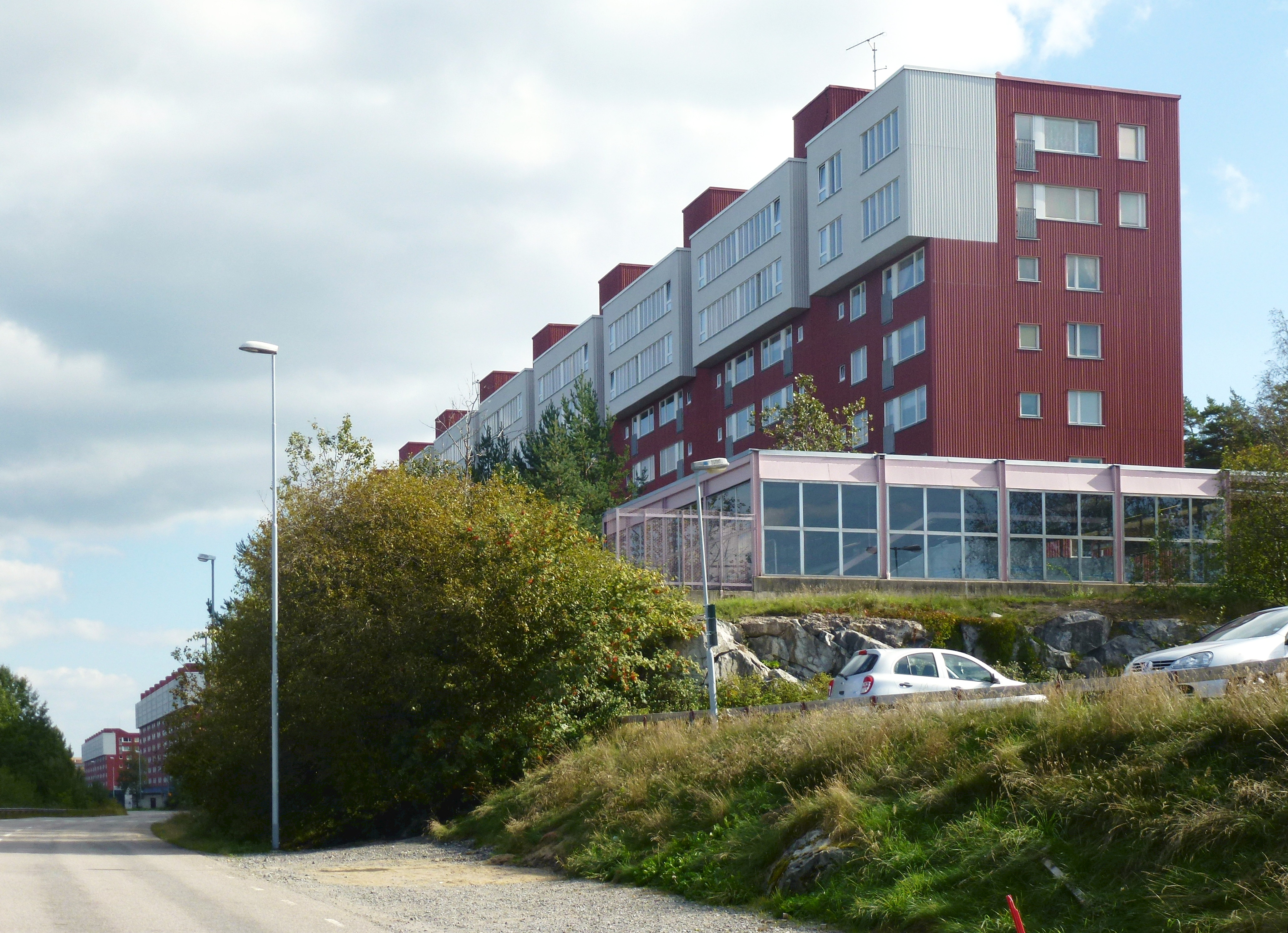
Eriksberg, Botkyrka kommun, 1973–1975

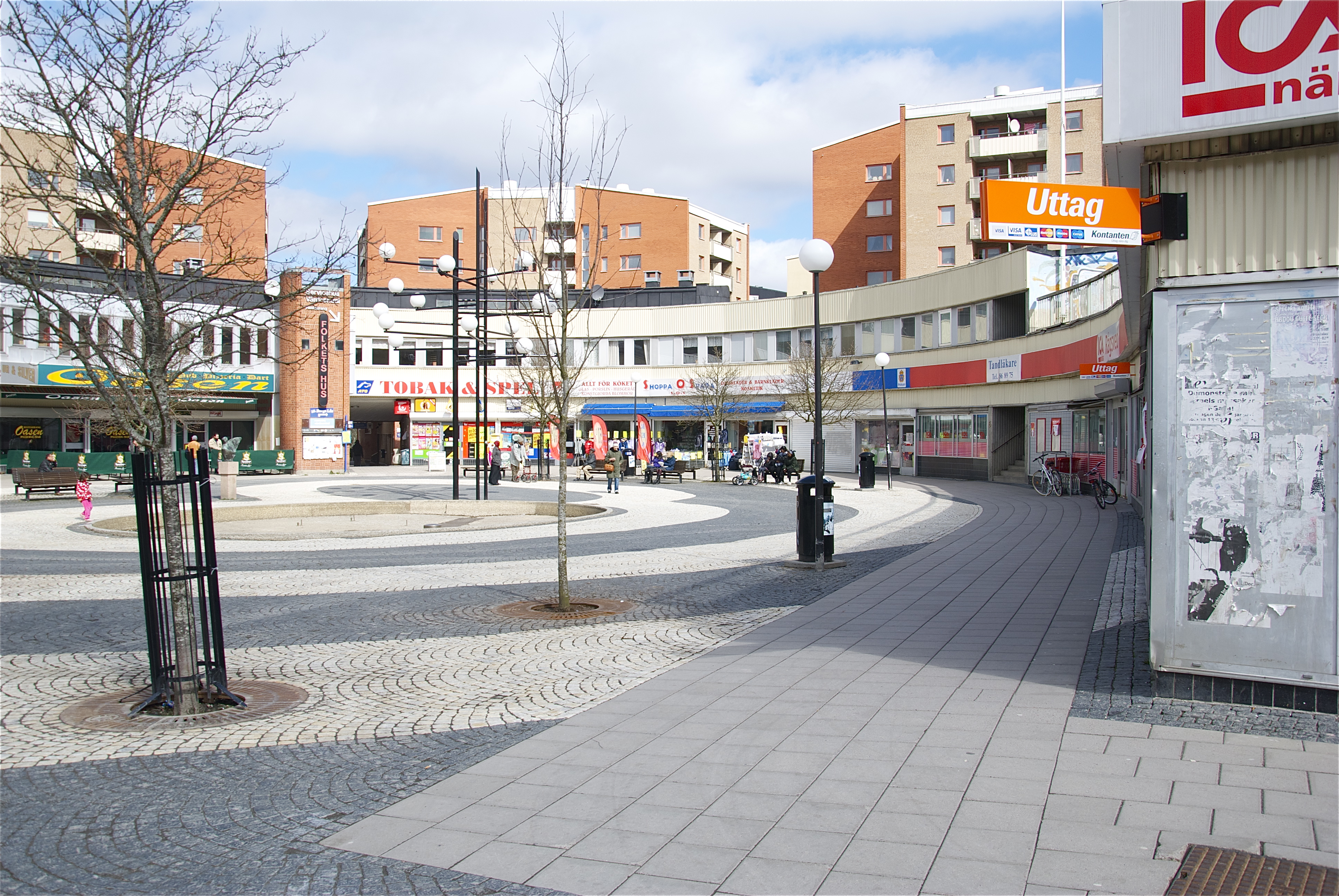
Rågsveds centrum, 1958–1959
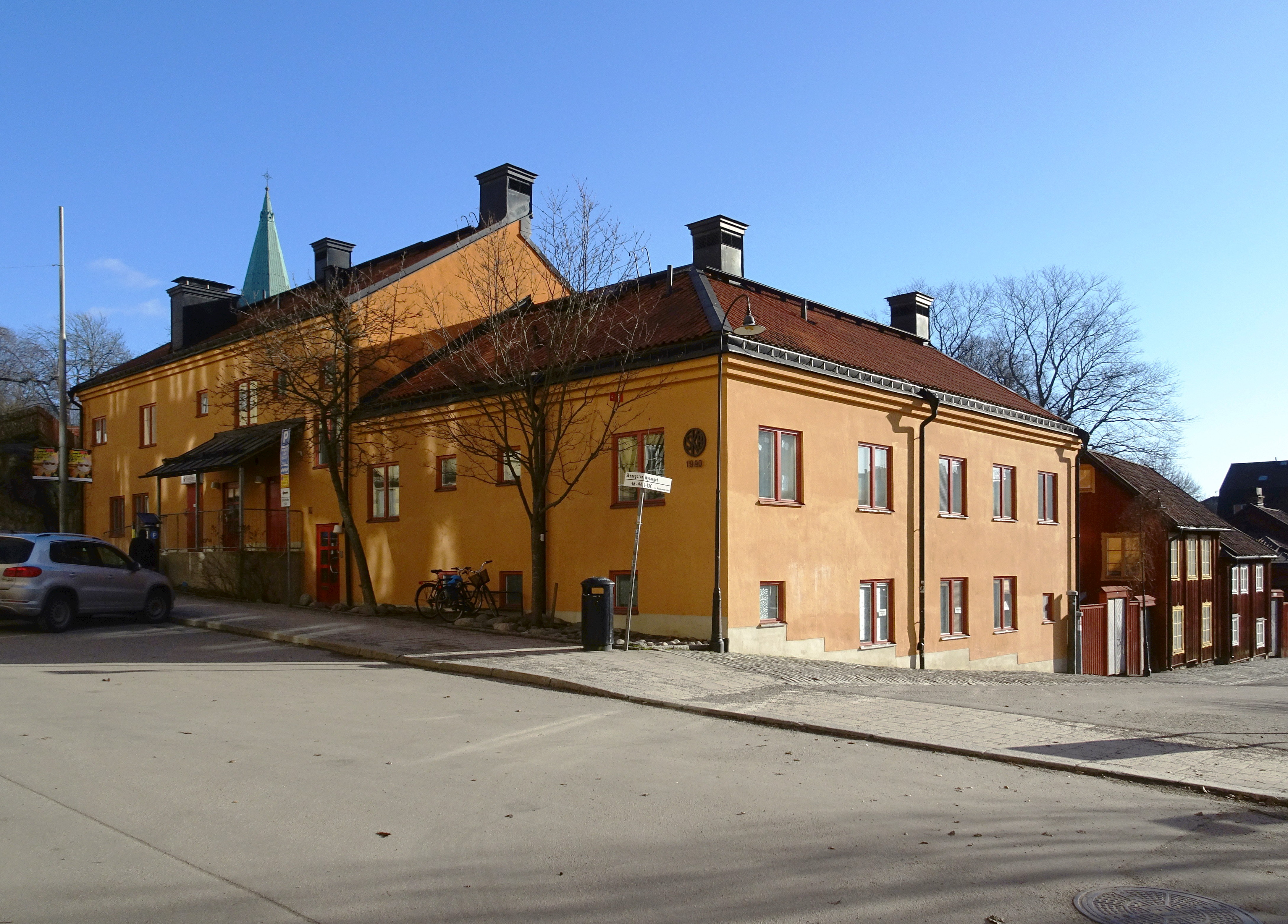
Nytorget nr 1, 1988–1990
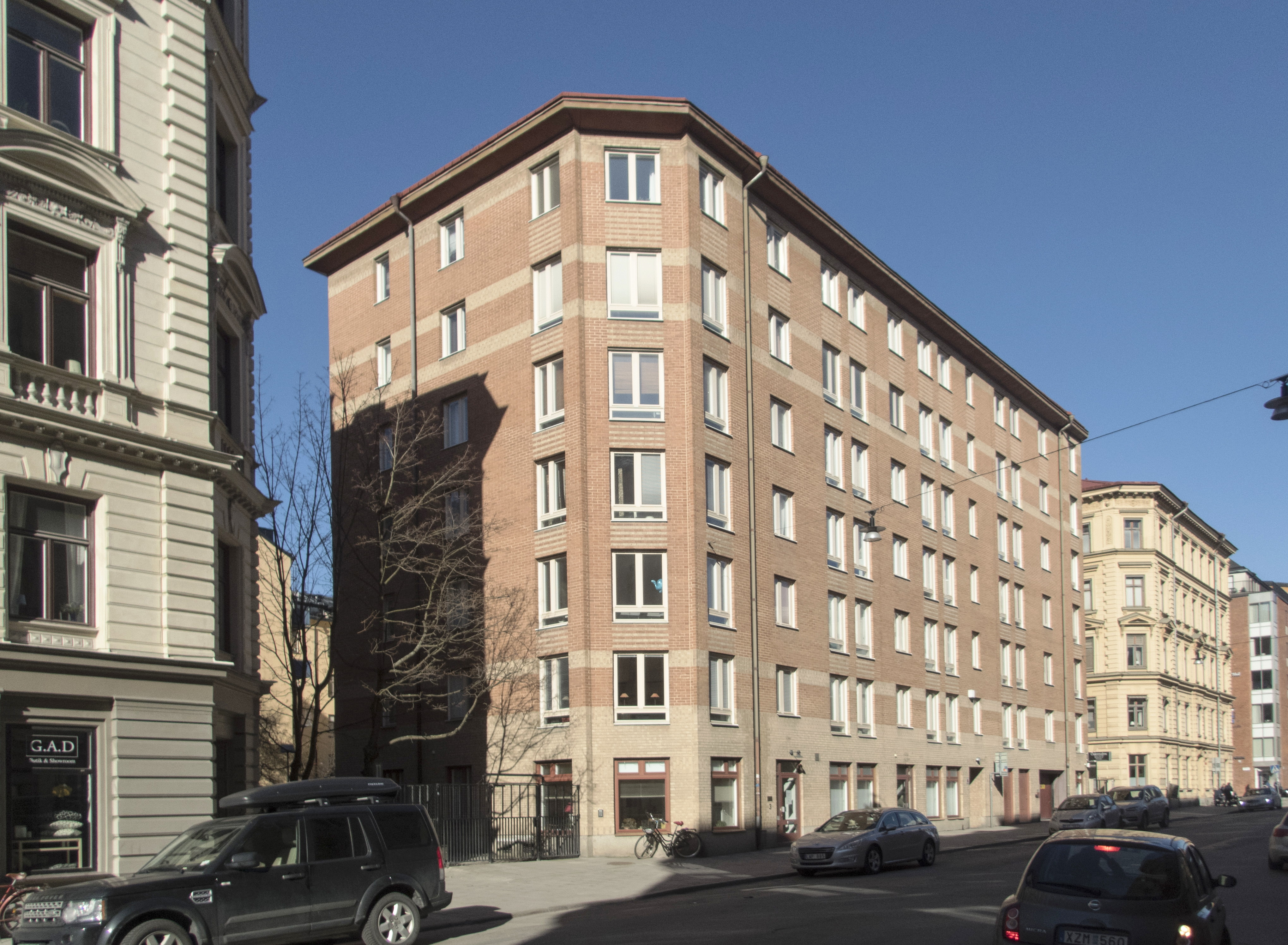
Tulegatan 3, 1981–1984
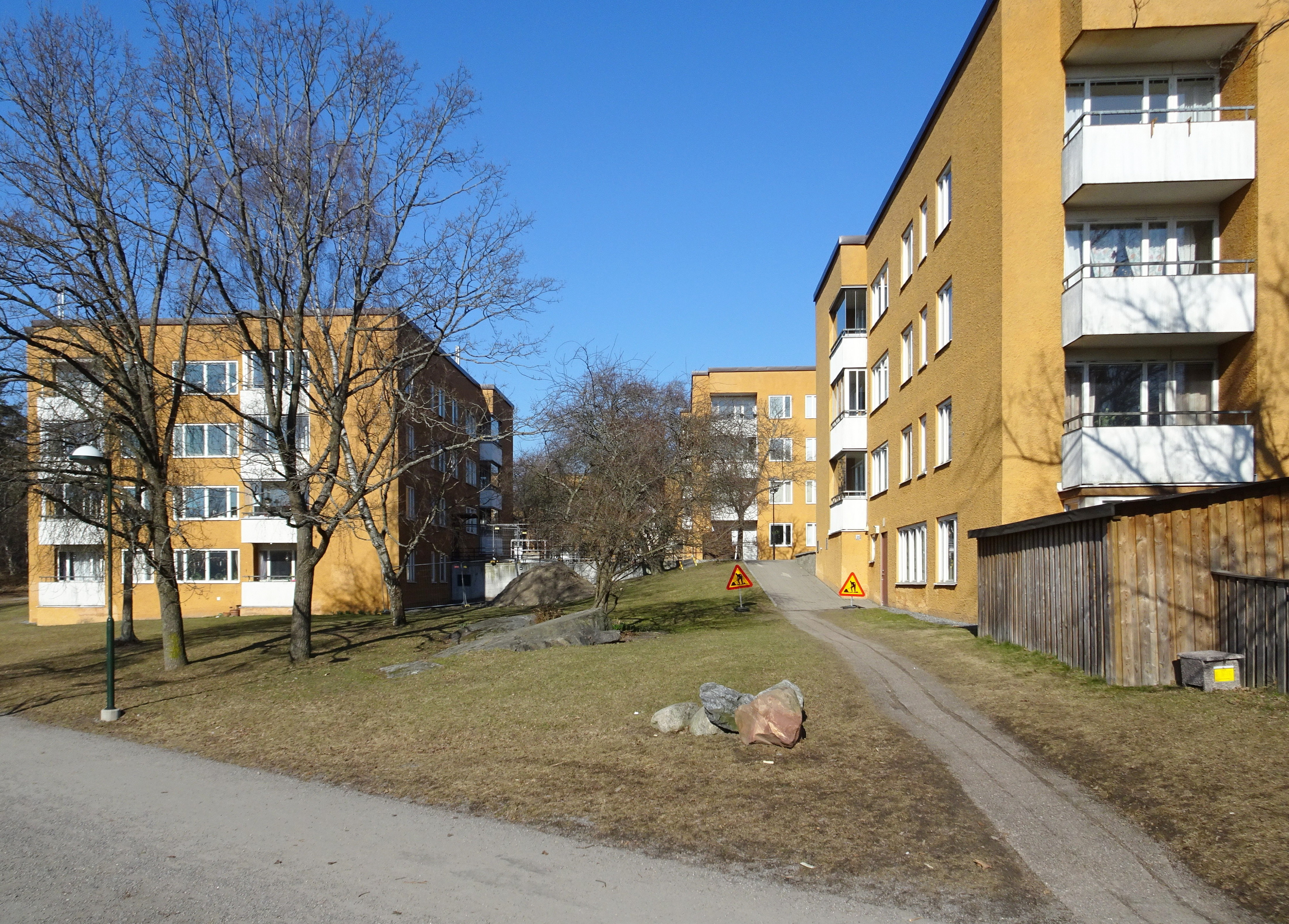
Apelsinlunden, 1967–1970